# Storelva (Ringerike)

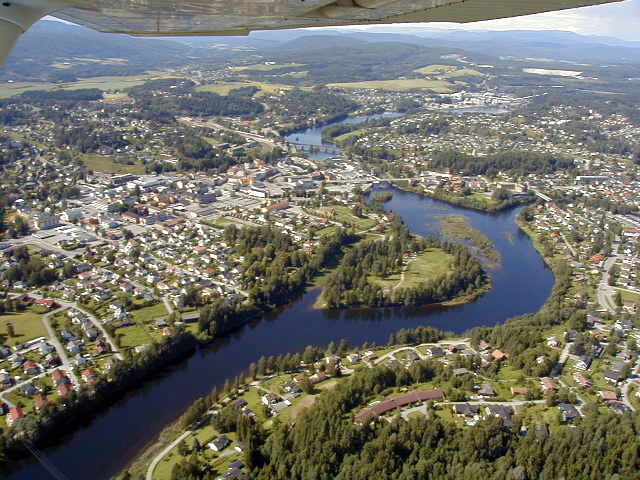
Storelva börjar där Ådalselva och Randselva möts, strax nedanför Hønefossen

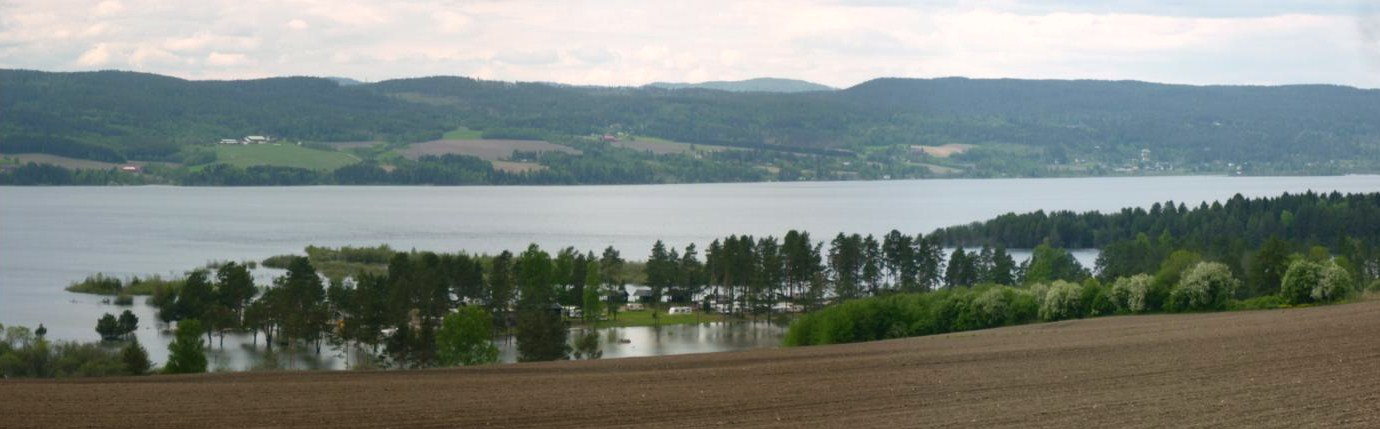
Storelvas utlopp i Nordfjorden, en del av Tyrifjorden), med Holleia I bakgrunden

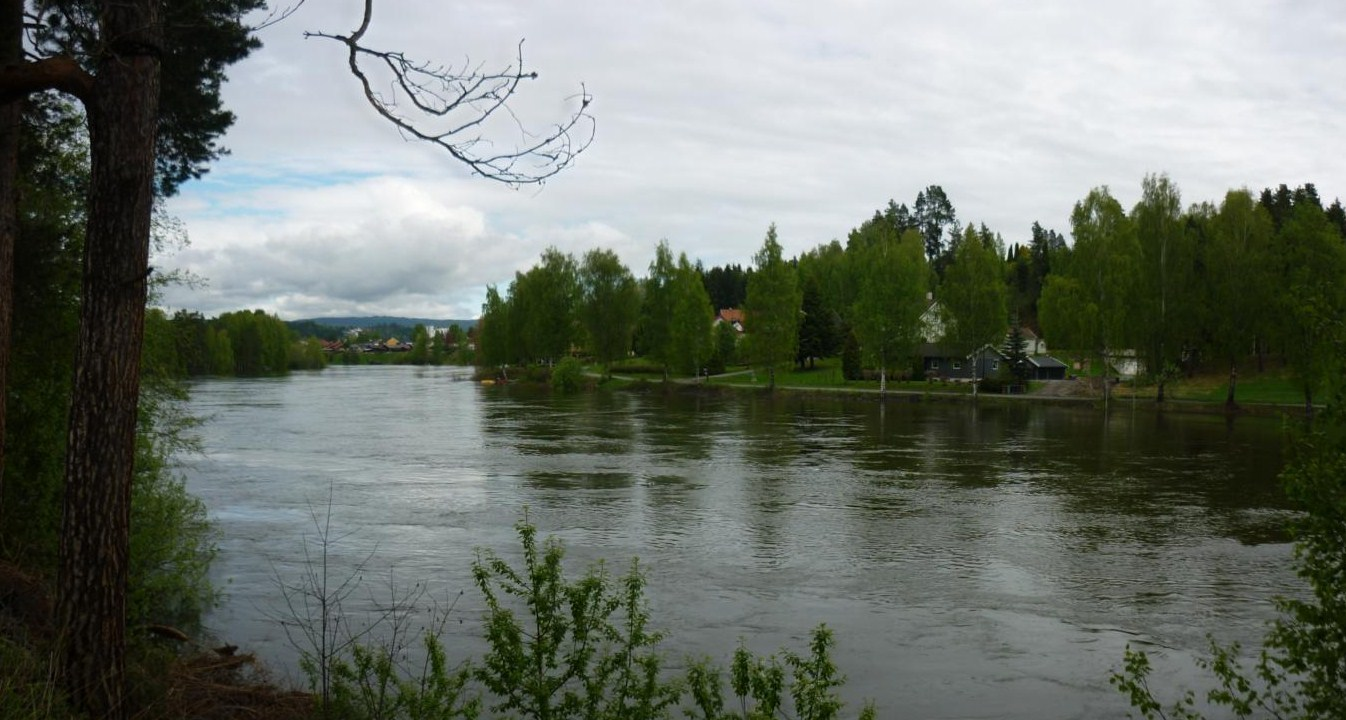
Storelva vid Støalandet, fotograferad under det stora högvattnet 2013

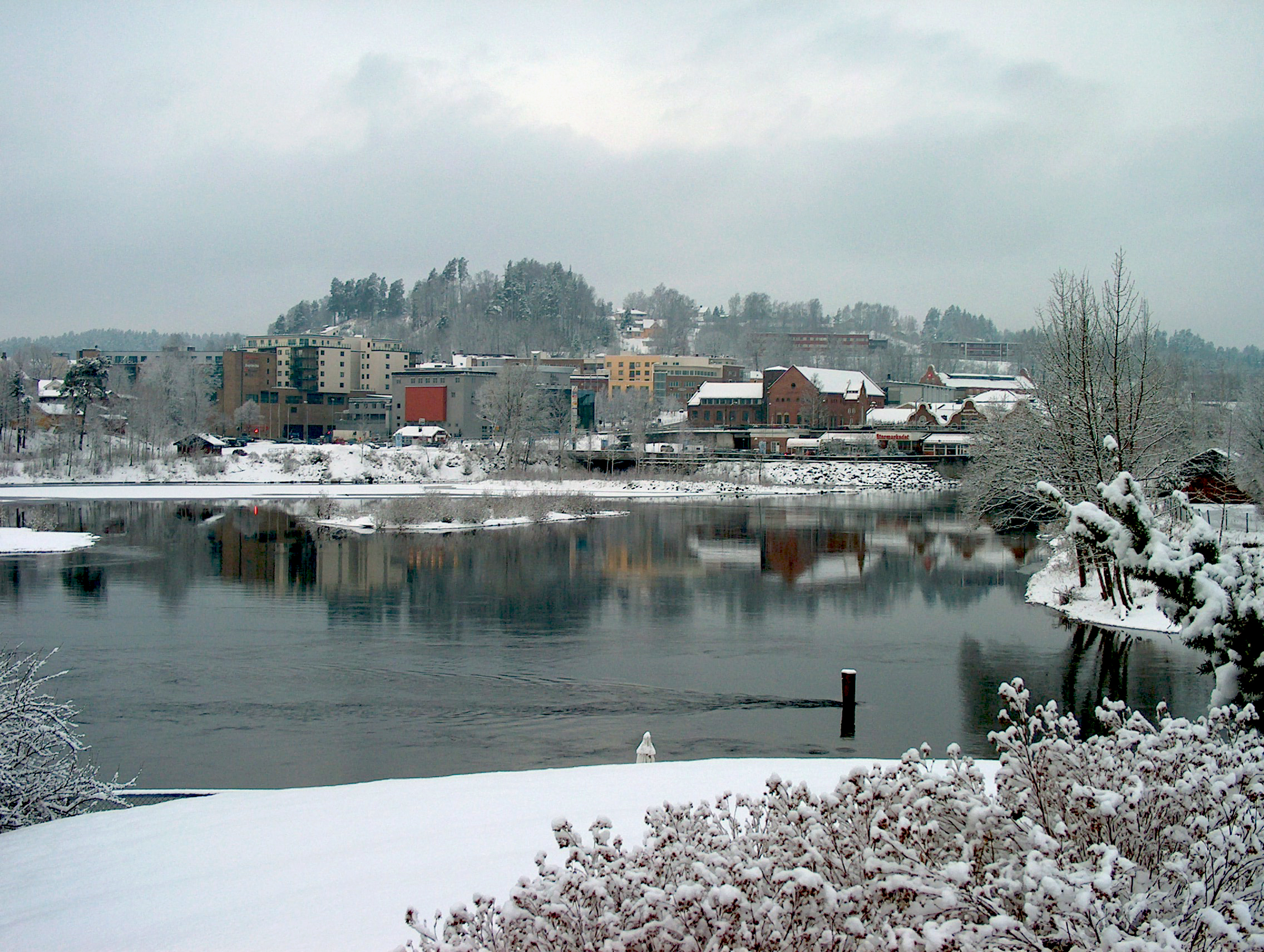
Storelvas början i Hønefoss

Storelva är en flod i Ringerike kommun i Buskerud fylke, som är en del av Drammensvassdraget. Den nedre delen av floden går också i Hole kommun.
Storelva bildas i Hønefoss centrum, där Ådalselva (Begna) från Valdres flyter samman med Randselva från Randsfjorden. Den flyter omkring 16 kilometer, innan den möter Nordfjorden, som är en arm av Tyrifjorden. 
Älven har ett meanderlopp med en höjdskillnad på bara fyra meter under sitt lopp. Storelva har flera avsnörda meandrar. Mellan Hønefoss och Tyrifjorden finns våtmarksområdena och naturreservaten Synneren, Lamyra och Juveren. Flodens utlopp ligger mellan ramsarområdet Averøya naturreservat i Ringerike och Onsakervika i Hole kommun. 

## Fartygstrafik
Under 1800-talets mitt ordnades delar av älvfåran för att underlätta ångfartygstrafik. D/S Kong Ring sjösattes 1837 på Øya strax nedanför Hønefossen, och var då den forsta hjulångare som hade byggts i Norge. Båten skulle frakta timmer och annan last på Storelva och över Tyrifjorden till Svangstrand i Lier kommun. 
Mellan 1868 och omkring 1900 gick D/S Tyrvi i passagerartrafik på floden. Storelva är numera åter farbar för nöjesbåtar.  Sträckan från Tyrifjorden upp till Hønefossen är muddrad, och vid Bilthuggertangen på Nordsiden i Hønefoss har kajen Glatved Brygge anlagts. Denna båtled är på omkring 16 kilometer. Kajen ligger nära Riddergården och det ställe, som det tidigare Gladved hotell låg på tills det brann ned 1941.